# Беренгер II (виконт Мийо)

Мийо, Жеводан и Карлат на карте Окситании

Беренгер II или Беранже II (фр. Bérenger II de Millau; родился 1026/1029, умер не ранее 1080) — виконт Мийо и Жеводана, виконт де Карлат по правам жены.
Сын Ришара II (ум. 1050/1051), виконта Мийо и Жеводана, и Рихильды Нарбоннской (ум. после 1070). Брат кардиналов Бернара де Мийо и Ришара де Мийо.
Упоминается в документах 1051 (дважды), 1058, 1060, 1060/1071 и 1070 годов.
Основатель монастыря и города Монсальви (ок. 1070).
Около 1049 года женился на Адели (ок. 1033 — не ранее 1071) — дочери и наследнице виконта Жирбера де Карлат и Нобилии, виконтессы де Лодев.
Известны трое их сыновей:
- Ришар III, виконт де Карлат, первый граф Родеза
- Жильбер, виконт де Мийо
- Раймон.